# オリンピック大橋
オリンピック大橋（オリンピックおおはし）は、大韓民国ソウル特別市の漢江に架かる橋。北岸の広津区と南岸の松坡区を結ぶ全長1,225 mの放射型斜張橋である。1985年11月20日に着工し、1988年ソウルオリンピック開催翌年の1989年11月15日に供用開始した（正式竣工は1990年6月）。橋の南岸側には1988年ソウルオリンピックの会場の一つとなったオリンピック公園がある。片側3車線の道路が通過しており、江南と江北を結ぶ橋の一つである。
橋の中間にある主塔の高さは88 mで、聖火台を模している。上部にはオリンピックの聖火を模したオブジェがある。
このオブジェの設置工事中の2001年5月29日、主塔に韓国陸軍のヘリコプターが衝突、乗員3名が死亡する事故が発生した。